# 役者魂!
『役者魂!』（やくしゃだましい）は、2006年にフジテレビ系列で10月17日から12月26日までの毎週火曜日21:00 - 21:54に放送されていた日本の連続テレビドラマ（全11回。第1回のみ21:00 - 22:09）。Hi-VISION制作。
主演は松たか子、共演は藤田まこと。脚本は君塚良一。

## あらすじ
3歳のときに事故で両親を亡くして以来、天涯孤独の身の烏山瞳美（松たか子）は、大手芸能プロダクション「ヤナギサワエクスプレス」のマネージャー。
ある日、瞳美はそれまで担当してきた若手俳優のマネージャーを外され、舞台俳優・本能寺海造（藤田まこと）を担当となった。本能寺は、シェイクスピアの芝居しかやらないヤナギサワエクスプレスの大御所俳優だが、わがままで頑固な性格ゆえに敵を作りやすく、歴代のマネージャーは長続きせず家族からも距離を置かれて孤独な身であった。
瞳美は、大手都市銀行からヤナギサワエクスプレスに経理マンとして転職してきた相川護（森山未來）と共に、本能寺や“本能寺の子供”と名乗る姉弟に振り回されることになる。そして、瞳美や本能寺は、その姉弟との生活を通し、家族の意味を学んでゆく。

## 登場人物・キャスト
烏山 瞳美
演：松たか子(小学生時代:松野莉奈)
ヤナギサワエクスプレスのマネージャー。文京区在住。3歳のときに両親を亡くして以来、天涯孤独の身。両親の死の影響からか、「世の中は思うようにならない」という達観した考えを持ち、また、「だからこそ人生は楽しまなければ損だ」とする前向きな姿勢も持ち合わせている。見知らぬ人の人生を想像しては、寂しさを紛らわせている。
4年前明治神宮前駅付近を歩いているときに受け取ったポケットティッシュについていた求人広告がきっかけで、芸能事務所「ヤナギサワエクスプレス」に勤める。人気若手俳優・美剣怜二の担当だったが、美剣のわがままに振り回された挙げ句に担当を外され、演劇班所属の大御所俳優・本能寺海造の担当となる。担当になった早々に彼の子供と名乗る姉弟を引き取ることとなる。姉弟が元の母親に戻り、本能寺海造が北海道へ行ってからは、俳優業を復活させた社長のマネージャーとなる。
1977年6月10日生まれ
桜子の担任・森先生（古田敦也）が好みのタイプ。
本能寺 海造
演：藤田まこと
ヤナギサワエクスプレスの演劇班に所属する大御所俳優。「本能寺海造」は本名。台東区在住。粉がたっぷりかかった鶴亀本舗（神田）の大福が大好物。
学生時代にシェイクスピアに傾倒して以来、シェイクスピアの芝居しか頭になく、頑固で演じるということに対して一切の妥協を許さない性格となる。そのため、気に食わないことがあると納得するまでは舞台に立たない。
一度は子供達と一緒に暮らす決意を固めるが、あっという間にギブアップ。しかし、徐々に子供に心を開くようになり、第7話から瞳美・子供との同居を始める。
第6話で、次作『リア王』を最後に現役を退くことを表明。引退後は単身で北海道小樽市に渡り『高校生のためのシェイクスピア』という公演の講師となる。
1933年4月13日生まれ。演じた藤田まことはこのドラマでは主役ではない。
相川 護
演：森山未來
関西の一流大学卒業後、大手銀行に就職するが、上司の不正を正そうとして逆に嵌められ退職に追い込まれ、「ヤナギサワエクスプレス」に再就職した若い経理マン。烏山と同時に演劇班担当となる。兵庫県芦屋市出身、目黒区在住。
瞳美から経理以外の仕事をいろいろ頼まれるたびに「経理なんですけど」とボヤキながら仕事をこなしている。しかし稀に自主的な行動を取ると、逆に「あんた経理でしょ!」（= 関係ないでしょ）と言われてしまう。
瞳美からの依頼で何度も劇場に通ううちに、本能寺海造主演の「リチャード三世」に出演していた梓里奈に惚れ、恋仲となる。第5話では勘違いから瞳美に惚れるが、のちに里奈とよりを戻す。
里奈の自主トレの相手役も務め、本能寺が都合で稽古を休んだときは本能寺の代役を完璧にこなす。最後は梓里奈のマネージャーに就任し、恋人関係を解消する。
VAIOのtypeUを使っている。
梓 里奈
演：加藤ローサ
「ヤナギサワエクスプレス」に所属する若手女優・アイドル。渋谷区在住。ペットの犬はヘンリー君。
台詞を覚えるのが苦手で、開演前は緊張のあまり右頬が痙攣してしまう。劇場で知り合った相川とは後に恋人関係となる。炭酸飲料「バナッチョ」のCMキャラクター。男女関係においては「情念の女」の異名を持ち、過去にもめたことは業界のタブーとされている。男に拒否されると燃える体質で、目に炎が点る。
演じた加藤ローサは榮倉奈々主演の『ダンドリ。』から2クール続けてのフジテレビの火曜21時のドラマ出演。
斉藤 和子
演：濱田マリ
梓里奈担当のマネージャーで、瞳美の先輩。瞳美とは仲が良く、本能寺の担当の件では「断りなさい」と忠告する。里奈と仲良くなりつつある相川に警戒心を募らせている。第10話で里奈の担当を外され、「リア王」の最終公演の時に山崎の担当になる。
福田 桜子
演：川島海荷
本能寺の娘と主張する、しっかりものの12歳。母親が結婚のため海外へ行ってしまったため、父（本能寺）を頼って上京してきた。気の強いところがあるらしく、他人に心配をかけても「ごめんなさい」と謝罪することがない。
福田 忠太
演：吉川史樹
桜子の異父弟。7歳。桜子とともに上京。年齢よりも大人びたところがある。
アントーニオ
演：富岡晃一郎
瞳美の隣人で、なにかと世話を焼いてくれるゲイのスタイリスト。瞳美の服装をコーディネイトしてあげたり、料理（シチュー）を作っては瞳美たちに食べさせたりしている。が、本人曰く「まだ自分の求めるシチューではない」らしい。
柳沢 光春
演：香川照之
「ヤナギサワエクスプレス」の社長。「独立したら潰すよ」が口癖で、毎回事務所内でパスタを自作し、口いっぱいにほおばりながら喋る。
若い頃は小劇場俳優で、その後マネジメント業に転進して成功した。演劇については裏も表も知っており、演劇が金にならない事も熟知しているものの、事務所に箔を付けるために著名なシェイクスピア俳優である本能寺だけが所属する演劇班を維持していた。だが、演劇班は毎年赤字続きのため、これ以上利益が出ないようなら、本能寺との契約は終了させる意向を示していた。
言動の端々に演劇に対する未練が見え隠れし、本能寺の引退公演『リア王』ではついに演出を担当。さらに、千秋楽のアクシデントで久々に舞台に立ったことがきっかけで、本能寺の引退後は俳優の仕事も始める。（同時期にアンフェア　（アンフェア　The Movie）の撮影時期とかぶるが、アンフェアではNY出張中として出演をしていない）。
山崎 紀夫
演：前川泰之
柳沢の秘書。当初は社長の腰巾着としての役回りであったが、本能寺の引退公演『リア王』の出演者公募に応募して念願の俳優デビューを果たし、舞台終了後はそのまま俳優業に転身。
美剣怜二
演：阿部力
ヤナギサワエクスプレスに所属する人気若手俳優。かつて瞳美がマネージャーを担当していた。舞台をやりたいなど我が儘を繰り返し、瞳美は担当替えとなった。
本能寺の引退公演『リア王』に出演。そこで本能寺の真剣な姿勢に接し、軽々に舞台を志したことを反省し、役者としての意識に目覚める。
梓 幸一郎
演：白井晃
東京の大手百貨店・東都デパートの社長で里奈の父親。柳沢とはゴルフ仲間。
相川 五郎
演：小野武彦
大阪の大手百貨店・西丸デパートの社長で護の父親。東京進出を巡って東都デパート（梓幸一郎）とは犬猿の仲だったが、のちに和解。
高橋 一子
演：畠山明子
本能寺の長女。いわゆる玉の輿に乗り、豪邸に住む。本能寺から桜子・忠太を引き取る相談をされたがにべもなく断る。
上田 二美子
演：久保田磨希
本能寺の次女。IT社長と結婚。姉から連絡を受け、姉同様、本能寺を追い返す。
本能寺 美津子
演：紺野まひる
本能寺の三女。できちゃった結婚をしたことを本能寺に隠し、さらに結婚相手には死別したという理由で父親の存在を秘密にしていた。
福田 まり子
演：戸田菜穂
桜子・忠太の生みの母親。青森でホステスをやっていたとき、海造との一夜の過ちから桜子を生む。結婚のため桜子・忠太を日本において渡米するが、のち子供が忘れられなくなって日本に戻り、第9話で再会。『リア王』終了後、二人を引き取ることになる。
瞳美同様、幼くして孤児となり、10歳で福田家に養子として引き取られた。
福田 和明
演：山崎清介
まり子の兄（まり子が養子なので血の繋がりは無い）。宮崎県在住。アメリカから戻ってきたまり子を心配し、桜子・忠太を引き取る話では保証人的立場で付き添ってきた。

## 楽曲
主題歌
「みんなひとり」
作詞・作曲：竹内まりや、歌：松たか子
OAオンリーの竹内まりやバージョンも存在する（アルバム「Denim」に収録）

挿入歌
「スロー・ラヴ」
歌：竹内まりや（前述のアルバム「Denim」でソフト化）

## 放送日程
| 各話   | 放送日     | サブタイトル               | 視聴率 |
| ------ | ---------- | -------------------------- | ------ |
| 第1話  | 2006/10/17 | 本能寺海造登場!!           | 11.4%  |
| 第2話  | 2006/10/24 | 大福が奇跡を呼ぶ           | 8.4%   |
| 第3話  | 2006/10/31 | 涙の大食い選手権           | 11.8%  |
| 第4話  | 2006/11/07 | 嘘の家族がバレる           | 9.2%   |
| 第5話  | 2006/11/14 | 年下口説き大作戦           | 8.2%   |
| 第6話  | 2006/11/21 | 古田先生と秘密のバイト涙雨 | 9.9%   |
| 第7話  | 2006/11/28 | 本能寺vsできちゃった結婚   | 9.1%   |
| 第8話  | 2006/12/05 | 29歳の誕生日で大逆転！     | 11.2%  |
| 第9話  | 2006/12/12 | 生放送！電撃発表と母の逆襲 | 10.1%  |
| 第10話 | 2006/12/19 | 母親は二人いらない         | 8.7%   |
| 第11話 | 2006/12/26 | 初雪の舞う最期の夜の奇跡   | 8.0%   |

平均視聴率 9.68%（視聴率は関東地区・ビデオリサーチ社調べ。）

## DVD
「役者魂！」DVD-BOX ¥23,940（6枚組）2007年4月18日発売

## スタッフ
- 脚本：君塚良一
- 企画：高井一郎（フジテレビドラマ制作センター）
- メインテーマ：S.E.N.S.「Rock the Heart」
- 音楽：森英治
- スタントコーディネート：釼持誠
- プロデューサー：船津浩一（共同テレビ）
- 演出：若松節朗、村谷嘉則、木下高男
- 制作：フジテレビ・共同テレビ

## 備考
- 脚本の君塚良一はテレビドラマ『ヘルプ!』でも、「親に見捨てられた二人の姉弟を引き取る」というエピソードを使っていた。
- 第6話で、桜子の担任・森先生役として古田敦也が友情出演した。これは、古田の妻である中井美穂（元フジテレビアナウンサー）と、企画の高井一郎がフジテレビの同期入社であり、そのつながりから実現したとされている。
- 第7話で、オーディション参加者の一人として温水洋一が、瞳美の妄想のターゲットにされるマンションの住人役で安斎肇が友情出演した。
- 登場人物名や台詞には細かい小ネタが織り込まれている。以下に例を列挙する。
  - アントーニオ: シェイクスピアの戯曲『ベニスの商人』の主人公
  - ヘンリー君（里奈の飼い犬）: シェイクスピアの戯曲『ヘンリー六世』『ヘンリー四世』『ヘンリー五世』『ヘンリー八世』など
  - 美剣怜二（みつるぎ れいじ）: 御剣怜侍（ゲームソフト『逆転裁判』の登場人物）のもじり
  - マリリン（福田まり子のホステス時代の源氏名）: カーリング選手・本橋麻里の愛称「青森のマリリン」が元ネタ
  - 柳沢社長の口癖「独立したら潰すよ」: 浅井企画社長の口癖